# Zelengora
El Zelengora és un massís de Bòsnia i Hercegovina, localitzat a l'entitat de la República Srpska. Forma part dels Alps Dinàrics, i té el punt culminant al cim Lelija, a l'oest del macís, que s'alça fins als 2032 msnm, seguit pel cim Bregoč, a la part central, que arriba als 2015 m.